# Slap, Vipava
Slap este o localitate din comuna Vipava, Slovenia, cu o populație de 427 de locuitori.